# Joan Ellacott
Joan Ellacott, née le 15 février 1920 à Londres et morte le 4 janvier 2007, est une costumière britannique.

## Filmographie (sélection)

### Cinéma
- 1948 : Le Mystère du camp 27 (Portrait from Life) de Terence Fisher
- 1953 : Les Kidnappers (The Kidnappers) de Philip Leacock
- 1954 : Le Cargo de la drogue (Forbidden Cargo) d'Harold French
- 1954 : Fast and Loose de Gordon Parry
- 1955 : Norman diplomate (Man of the Moment) de John Paddy Carstairs
- 1957 : Frontière dangereuse (Across the Bridge) de Ken Annakin
- 1959 : Soudain l'été dernier (Suddenly, Last Summer) de Joseph L. Mankiewicz
- 1960 : Interrogatoire secret (en) (A Circle of Deception) de Jack Lee
- 1961 : Carry On Regardless (en) de Gerald Thomas
- 1963 : Carry On Cabby (en) de Gerald Thomas
- 1963 : Docteur ne coupez pas (A Stitch in Time) de Robert Asher

### Télévision
- 1967 : La Dynastie des Forsyte (25 épisodes)
- 1975 : Madame Bovary
- 1978 : Anna Karenine
- 1981 : Orgueil et Préjugés

## Distinctions

### Nominations
- Primetime Emmy Awards 1977 : Meilleurs costumes pour Madame Bovary
- British Academy of Film and Television Arts :
  - 1978 : Anna Karenine
  - 1981 : Orgueil et Préjugés